# Campoletis signata
Campoletis signata är en stekelart som först beskrevs av Henry Lorenz Viereck 1925.  Campoletis signata ingår i släktet Campoletis och familjen brokparasitsteklar. Inga underarter finns listade.